# Bronwyn Cox
Bronwyn Rhiannon Cox (Bristol, Reino Unido, 19 de abril de 1997) es una deportista australiana que compite en remo.
Ganó tres medallas en el Campeonato Mundial de Remo entre los años 2019 y 2023. Participó en los Juegos Olímpicos de Tokio 2020, ocupando el quinto lugar en la prueba de ocho con timonel.

## Palmarés internacional
| Campeonato Mundial | Campeonato Mundial       | Campeonato Mundial | Campeonato Mundial |
| Año                | Lugar                    | Medalla            | Prueba             |
| ------------------ | ------------------------ | ------------------ | ------------------ |
| 2019               | Ottensheim (Austria)     | Medalla de plata   | Ocho con timonel   |
| 2022               | Račice (República Checa) | Medalla de bronce  | Cuatro sin timonel |
| 2023               | Belgrado (Serbia)        | Medalla de bronce  | Ocho con timonel   |